# Radulfus de Diceto

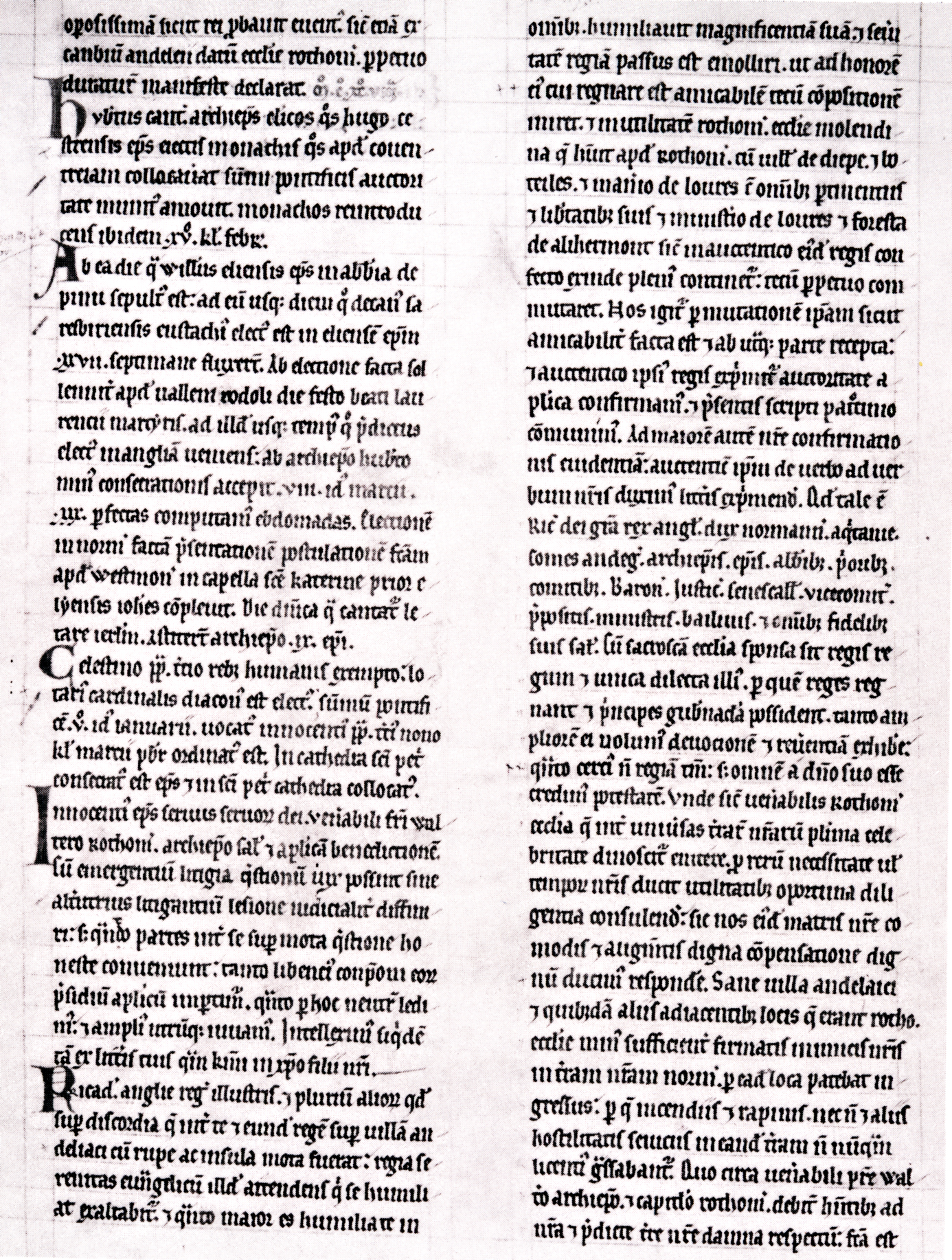
Bladzijde uit Ymagines Historiarum van Radulfus de Diceto.

Radulfus de Diceto (vermoedelijk tussen 1120 en 1130 – 22 november 1199/1200 of 1202), ook Raoul de Diceto of Ralph de Diceto genaamd, was aartsdiaken van Middlesex alsook vanaf 1180 domproost van St Paul’s Cathedral en schrijver van twee kronieken, met name de Abbreviationes Chronicorum en de Ymagines Historiarum.

## Leven en werken
Radulfus de Diceto werd voor het eerst vermeld in 1152. Toch zijn ons noch zijn ouders, noch zijn afkomst bekend. Op basis van zijn naam heeft men vermoedt dat hij uit Diss in Norfolk kwam, maar zijn naam kan ook zijn afgeleid van plaatsen in Bourgondië of Champagne. Al in het jaar 1152 wordt hij als magister aangeduid – hij had aan de Universiteit van Parijs gestudeerd, waar hij met Arnulf van Lisieux had kennis gemaakt. Een andere beschermheer van Radulfus was Gilbert Foliot van Hereford, aldus onderhield Radulfus betrekkingen met twee van de meest vooraanstaande bisschoppen uit zijn tijd in het Angevijnse Rijk.
Ralph Turner noemt Radulfus vanwege zijn toegang tot hof- en ambtelijke documenten de semiofficiële historicus van het Engelse koningshuis. Tot de personen met wie hij goede banden had, worden Richard fitz Nigel, de voorzitter van de groot-schatkistbewaarder en vanaf 1189 bisschop van Londen, Willem de Longchamp, kanselier van Richard I alsook Walter de Coutances, aartsbisschop van Rouen gerekend. Radulfus was echter geenszins een propagandist van de koninklijke familie, maar werd beschouwd als een van de auteurs die grotendeels onbevooroordeeld over Eleonora van Aquitanië schreven.
Zijn twee belangrijkste werken, de Abbreviationes Chronicorum en de Ymagines Historiarum, behandelen de geschiedenis van de wereld vanaf de geboorte van Jezus Christus tot en met het jaar 1202. De Abbreviationes Chronicorum, die aan aartsbisschop Jan van Lyon waren opgedragen, eindigden met het jaar 1147, en zijn uitsluitend gebaseerd op andere antieke en middeleeuwse bronnen. De voortzetting ervan, de Ymagines Historiarum, waarna hij reeds tijdens het opstellen van de Abbreviationes was begonnen, bevat een overzicht van de geschriften van Robert van Torigni, evenals brieven van Gilbert Foliot. Gebeurtenissen vanaf 1172 werden door Radulfus op basis van zijn eigen ervaringen beschreven.

## Uitgaven van zijn werken
- Radulfi de Diceto Decan Lundoniensis opera historica, ed. William Stubbs, 2 delen, (Rerum britannicarum medii aevi scriptores or chronicles and memorials of Great Britain and Ireland during the middle ages, 68.1 68.2), Londen, 1876 (= New York, 1965).
- Ymagines Historiarum, ed. William Stubbs: The Historical Works of Ralph of Diss, in Rolls Series 68.1 (Londen, 1876).